# Однородный звёздчатый многогранник

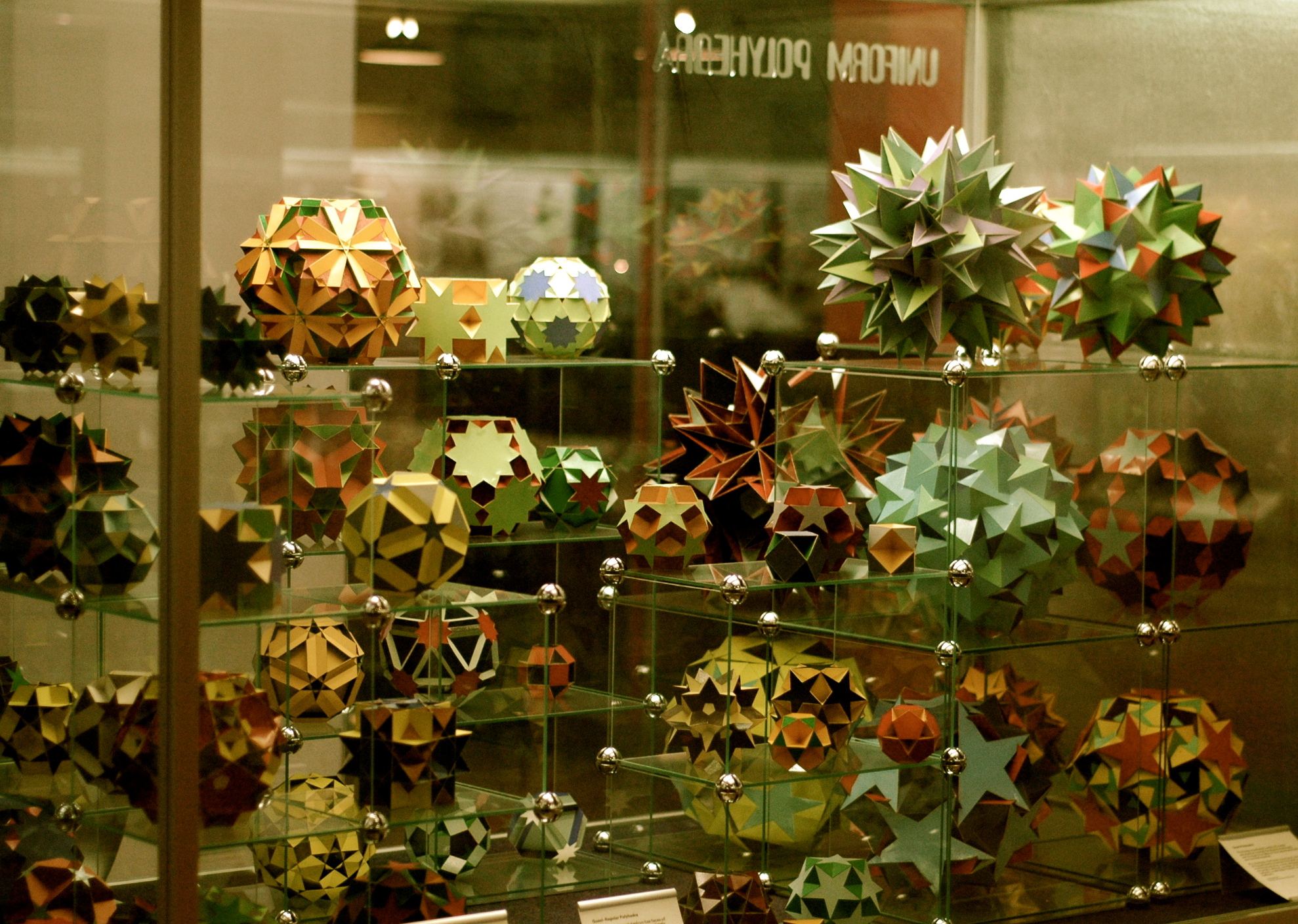
Витрина с однородными многогранниками в Музее науки в Лондоне

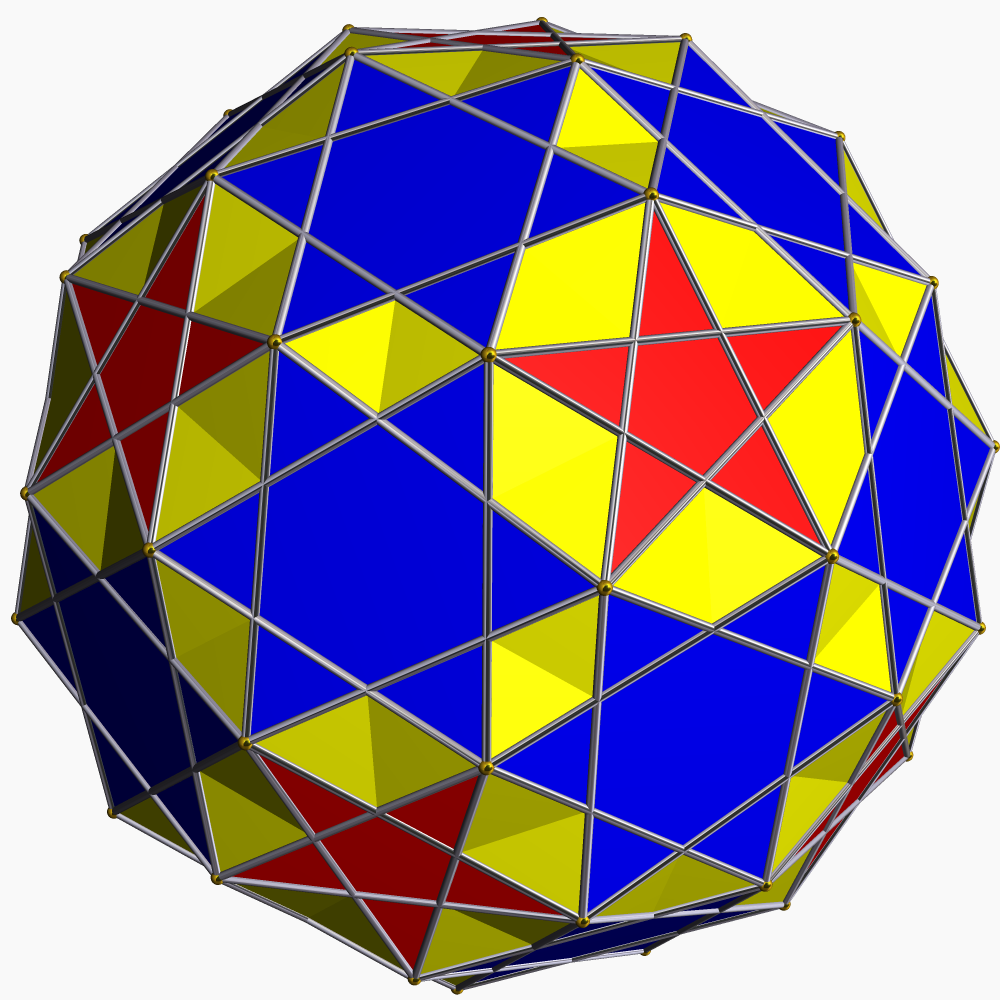
является однородным звёздчатым многогранником с вершинной фигурой 3^{5}.^{5}/_{2}

Однородный звёздчатый многогранник — самопересекающийся однородный многогранник.
Эти многогранники называются также невыпуклыми многогранниками, подчёркивая самопересечение. Каждый многогранник может содержать грани в виде звёздчатых многоугольников  или иметь звёздчатые вершинные фигуры, но может содержать и то, и другое.
Полный набор 57 непризматических однородных звёздчатых многогранников включает 4 правильных, называемых телами Кеплера — Пуансо, 5 квазиправильных, и 48 полуправильных.
Существует также два бесконечных множества однородных звёздчатых призм и антипризм.
Так же, как (невырожденные) звёздчатые многоугольники (которые имеют плотность  большую 1) соответствуют круговым многоугольникам с перекрывающимися частями, звёздчатые многогранники, которые не проходят через центр, имеют плотность, большую 1, и соответствуют сферическим многогранникам с перекрывающимися частями. Существует 48 таких непризматических однородных звёздчатых многогранников. Оставшиеся 9 непризматических однородных звёздчатых многогранников имеют грани, проходящие через центр, являются полумногогранниками и не соответствуют сферическим многогранникам, поскольку центр не может быть однозначно спроецирован на сферу.
Невыпуклые формы конструируются из треугольников Шварца.
Все треугольники, перечисленные ниже, сгруппированы по их группам симметрии, а внутри сгруппированы по расположению вершин.
Правильные многогранники помечены их символами Шлефли. Другие, неправильные однородные многогранники снабжены их вершинной конфигурацией или их номером однородного многогранника (Uniform polyhedron index, U(1-80)).
Примечание: Для невыпуклых форм ниже приводится дополнительное описание Неоднородный, когда выпуклая оболочка набора вершин имеет ту же топологию, но имеет неправильные грани. Например, неоднородное скашивание (удаление рёбер) может дать прямоугольники на местах удалённых рёбер, а не квадраты.

## Диэдральная симметрия
См. Призматический однородный многогранник.

## Тетраэдральная симметрия

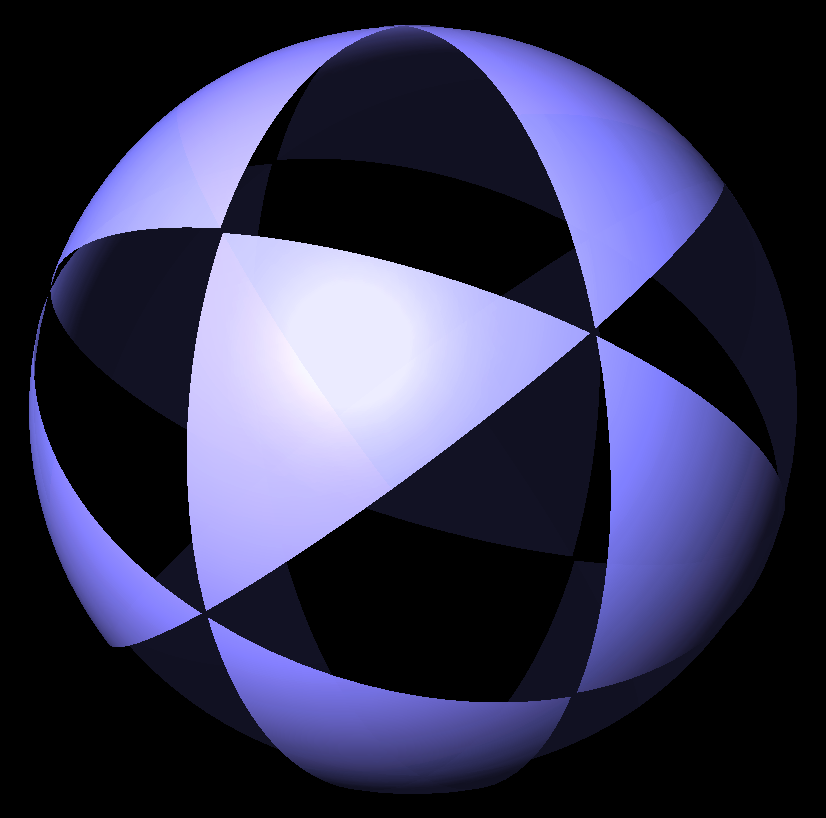
Треугольники (3 3 2) на сфере

Существует один невыпуклый вид, тетрагемигексаэдр, который имеет тетраэдральную симметрию (с фундаментальной областью треугольник Мёбиуса (3 3 2)).
Существует два треугольника Шварца, из которых образуются уникальные невыпуклые однородные многогранники — прямоугольный треугольник (3/2 3 2) и один треугольник общего вида (3/2 3 3). Треугольник (3/2 3 3) генерирует октагемиоктаэдр, который приведён ниже в разделе октаэдральной симметрии.
| Расположение вершин (Выпуклая оболочка)   | Невыпуклые виды        | Невыпуклые виды |
| ----------------------------------------- | ---------------------- | --------------- |
| Тетраэдр                                  |                        |                 |
| Спрямлённый тетраэдр Октаэдр              | (4.3/2.4.3) 3/2 3 \| 2 |                 |
| Усечённый тетраэдр                        |                        |                 |
| Скошенный тетраэдр (Кубооктаэдр)          |                        |                 |
| Всеусечённый тетраэдр (Усечённый октаэдр) |                        |                 |
| Плосконосый тетраэдр (Икосаэдр)           |                        |                 |

## Октаэдральная симметрия

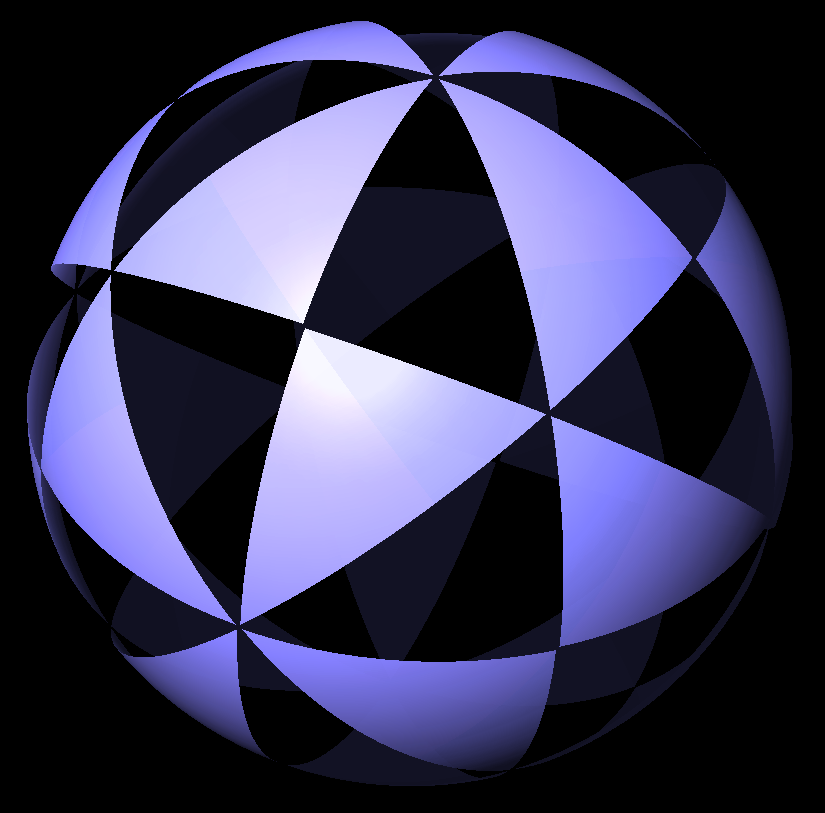
Треугольники (4 3 2) на сфере

Существует 8 выпуклых форм и 10 невыпуклых с октаэдральной симметрией (с фундаментальной областью треугольник Мёбиуса (4 3 2)).
Существует четыре треугольника Шварца, которые образуют невыпуклые формы, два прямоугольных, (3/2 4 2) и (4/3 3 2), и два общего вида, (4/3 4 3) и (3/2 4 4).
| Расположение вершин (Выпуклая оболочка) | Невыпуклые виды                   | Невыпуклые виды          | Невыпуклые виды        |
| --------------------------------------- | --------------------------------- | ------------------------ | ---------------------- |
| Куб                                     |                                   |                          |                        |
| Октаэдр                                 |                                   |                          |                        |
| Кубооктаэдр                             | (6.4/3.6.4) 4/3 4 \| 3            | (6.3/2.6.3) 3/2 3 \| 3   |                        |
| Усечённый куб                           | 4.8/3.4/3.8/5) 2 4/3 (3/2 4/2) \| | (8/3.3.8/3.4) 3 4 \| 4/3 | (4.3/2.4.4) 3/2 4 \| 2 |
| Усечённый октаэдр                       |                                   |                          |                        |
| Ромбокубооктаэдр                        | (4.8.4/3.8) 2 4 (3/2 4/2) \|      | (8.3/2.8.4) 3/2 4 \| 4   | (8/3.8/3.3) 2 3 \| 4/3 |
| Неоднородный Усечённый кубооктаэдр      | (4.6.8/3) 2 3 4/3 \|              |                          |                        |
| Неоднородный Усечённый кубооктаэдр      | (8/3.6.8) 3 4 4/3 \|              |                          |                        |
| Плосконосый куб                         |                                   |                          |                        |

## Икосаэдральная симметрия

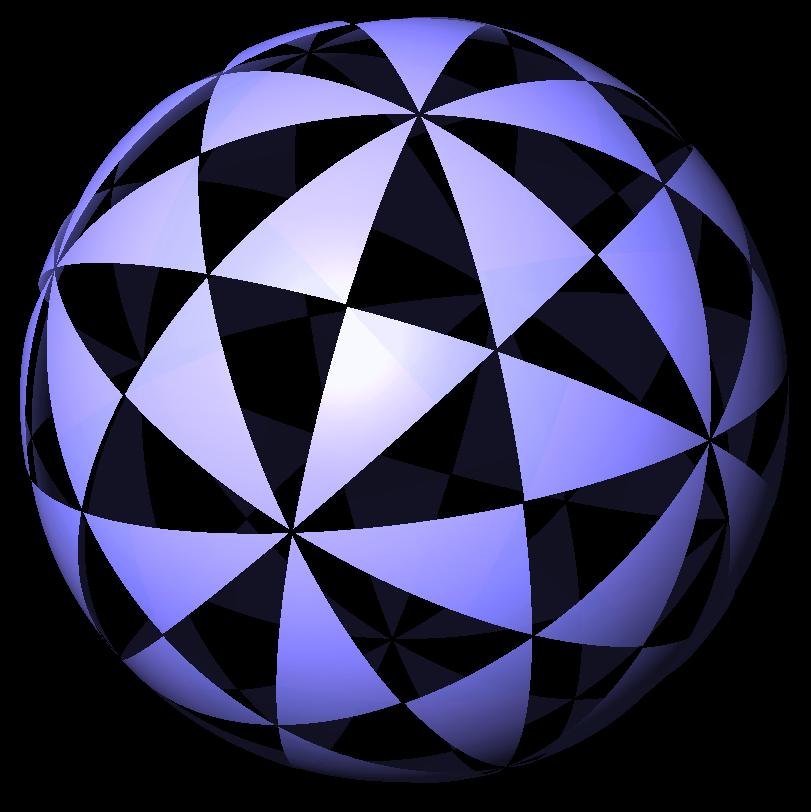
Треугольники (5 3 2) на сфере

Имеется 8 выпуклых форми и 46 невыпуклых с икосаэдральной симметрией (с фундаментальной областью треугольник Мёбиуса (5 3 2)). (или 47 невыпуклых форм, если включать фигуру Скиллинга). Некоторые невыпуклые плосконосые виды имеют зеркальную вершинную симметрию.
| Икосаэдр                                   | {5,5/2}        | {5/2,5}          | {3,5/2}                   |                        |                |                |                  |                |
| Неоднородный Усечённый икосаэдр 2 5 \|3    | U37 2 5/2 \| 5 | U61 5/2 3 \| 5/3 | U67 5/3 3 \| 2            | U73 2 5/3 (3/2 5/4) \| |                |                |                  |                |
| Неоднородный Усечённый икосаэдр 2 5 \|3    | U38 5/2 5 \| 2 | U44 5/3 5 \| 3   | U56 2 3 (5/4 5/2) \|      |                        |                |                |                  |                |
| Неоднородный Усечённый икосаэдр 2 5 \|3    | U32 \| 5/2 3 3 |                  |                           |                        |                |                |                  |                |
| Икосододекаэдр 2 \| 3 5                    | U49 3/2 3 \| 5 | U51 5/4 5 \| 5   | U54 2 \| 3 5/2            | U70 5/3 5/2 \| 5/3     | U71 3 3 \| 5/3 | U36 2 \| 5 5/2 | U62 5/3 5/2 \| 3 | U65 5/4 5 \| 3 |
| Усечённый додекаэдр 2 3 \| 5               | U42            | U48              | U63                       |                        |                |                |                  |                |
| Неоднородный усечённый додекаэдр           | U72            |                  |                           |                        |                |                |                  |                |
| Додекаэдр                                  | {5/2,3}        | U30              | U41                       | U47                    |                |                |                  |                |
| Ромбоикосододекаэдр                        | U33            | U39              | U58                       |                        |                |                |                  |                |
| Додекаэдр со снятыми кромками              | U55            |                  |                           |                        |                |                |                  |                |
| Неоднородный Ромбоикосододекаэдр           | U31            | U43              | U50                       | U66                    |                |                |                  |                |
| Неоднородный ромбоикосододекаэдр           | U75            | U64              | Тело Скиллинга (см. ниже) |                        |                |                |                  |                |
| Неоднородный Ромбоусечённый икосододекаэдр | U45            |                  |                           |                        |                |                |                  |                |
| Неоднородный Ромбоусечённый икосододекаэдр | U59            |                  |                           |                        |                |                |                  |                |
| Неоднородный Ромбоусечённый икосододекаэдр | U68            |                  |                           |                        |                |                |                  |                |
| Неоднородный Плосконосый додекаэдр         | U40            | U46              | U57                       | U69                    | U60            | U74            |                  |                |

### Тело Скиллинга
Ещё одним невыпуклым многогранником является большой биплосконосый биромбододекаэдр, известный также как тело Скиллинга, которое вершинно однородно, но имеет разделяемые общие для граней пары рёбер, так что четыре грани имеют одно общее ребро. 
Иногда его причисляют к однородным многогранникам, но не всегда. Тело имеет симметрию Ih.

## Вырожденные случаи
Коксетер с помощью построения Витхоффа определил некоторое число вырожденных звёздчатых многогранников, которые имеют перекрывающиеся рёбра или вершины.  Эти вырожденные формы включают:
- Малый составной икосододекаэдр[англ.]
- Большой составной икосододекаэдр[англ.]
- Малый составной ромбоикосододекаэдр[англ.]
- Составной ромбододекододекаэдр[англ.]
- Большой составной ромбоикосододекаэдр[англ.]